# 三哲人
《三哲人》是意大利文艺复兴全盛期艺术家乔尔乔内的一幅布面油画。订制者是一位对神秘学和炼金术感兴趣的威尼斯商人塔德奥·康塔里尼。作品在画家去世前一年完成，是他最后的画作之一，并由塞巴斯蒂亚诺·德尔·皮翁博完成。现藏于维也纳艺术史博物馆。
《三哲人》绘制于1509 年左右，名称源自马尔坎托尼奥·米歇尔的一篇作品，几年后他在一座威尼斯别墅中看到这幅画。 画中描绘了三位哲人，分别处于青年、中年和老年：一位留胡子的老人可能是希腊哲学家；一位波斯或阿拉伯哲学家；还有一个坐着的年轻人 ，正在观察并用仪器测量。自 19 世纪末以来，学者和评论家否定了这是东方三博士的观点。  